# Anatinomma brevicornis
Anatinomma brevicornis là một loài bọ cánh cứng trong họ Cerambycidae.